# Kerületi és középponti szögek tétele

Kerületi és középponti szög

A kerületi és középponti szögek tétele egy geometriai tétel, mely kimondja, hogy adott körben adott ívhez tartozó kerületi szög mindig fele az ívhez tartozó középponti szögnek.
Más megfogalmazásban: Adott körben adott ívhez tartozó középponti szög mindig kétszerese az ívhez tartozó kerületi szögnek. A tételből következményként adódik a Thalész-tétel.

## Bizonyítása
A tételt hat alesetre bontva bizonyítjuk.

### I. eset
A középponti szög egyik szára illeszkedik a – nem érintő szárú – kerületi szög egyik szárára.

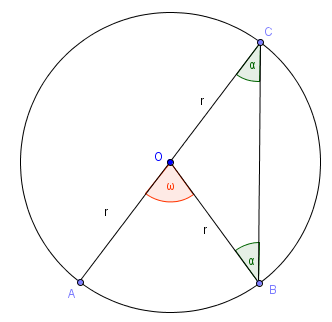
I. eset

Legyen az adott kerületi szög a továbbiakban {\displaystyle \alpha }, a középponti szög pedig {\displaystyle \omega }.
Az ábrán látható {\displaystyle BCO} háromszög egyenlő szárú, mert {\displaystyle OC=OB=r}, ezért {\displaystyle C}-nél és {\displaystyle B}-nél lévő szöge egyaránt {\displaystyle \alpha }. Mivel {\displaystyle \omega } ennek a háromszögnek külső szöge, egyenlő a két másik csúcsnál lévő belső szög összegével, azaz {\displaystyle \omega =2\alpha }.

### II. eset

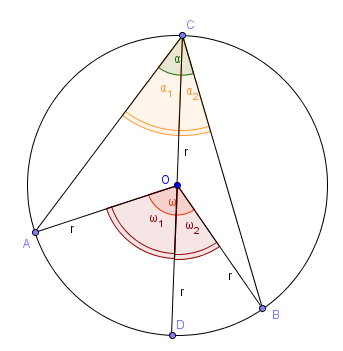
II. eset

A középponti szög a – nem érintő szárú – kerületi szög szögtartományába esik, nincs közös száruk.
Vegyük fel a {\displaystyle CO} egyenest az ábra szerint, melynek a körrel való (nem {\displaystyle C}) metszéspontja legyen {\displaystyle D}. A {\displaystyle CD} szakasz az {\displaystyle \alpha } kerületi szöget {\displaystyle \alpha _{1}} és {\displaystyle \alpha _{2}} szögekre, {\displaystyle \omega } középponti szöget {\displaystyle \omega _{1}} és {\displaystyle \omega _{2}} szögekre osztja.
Vegyük észre, hogy (a {\displaystyle C}-t nem tartalmazó) {\displaystyle AD} és {\displaystyle BD} ívekre az I. esetben már beláttuk, hogy {\displaystyle \omega _{1}=2\alpha _{1}}, illetve {\displaystyle \omega _{2}=2\alpha _{2}}.
Ezeket az egyenleteket összeadva kapjuk, hogy {\displaystyle \omega _{1}+\omega _{2}=2\alpha _{1}+2\alpha _{2}}, vagyis {\displaystyle \omega =2(\alpha _{1}+\alpha _{2})=2\alpha }.

### III. eset

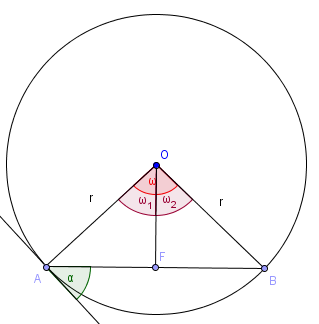
IV. eset

A középponti szög nem esik a – nem érintő szárú – kerületi szög szögtartományába.

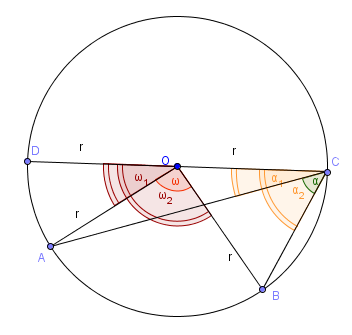
III. eset

Vegyük fel a {\displaystyle CO} egyenest az ábra szerint, melynek a körrel való (nem {\displaystyle C}) metszéspontja legyen {\displaystyle D}. Legyen {\displaystyle DCA\angle =\alpha _{1}}, {\displaystyle DCB\angle =\alpha _{2}}, {\displaystyle DOA\angle =\omega _{1}} és {\displaystyle DOB\angle =\omega _{2}}.
Mivel (a {\displaystyle C}-t nem tartalmazó) {\displaystyle AD} és {\displaystyle BD} ívekre az I. esetben már beláttuk, hogy {\displaystyle \omega _{1}=2\alpha _{1}}, illetve {\displaystyle \omega _{2}=2\alpha _{2}}, az első egyenletből a másodikat kivonva:
{\displaystyle \omega =\omega _{2}-\omega _{1}=2\alpha _{2}-2\alpha _{1}=2(\alpha _{2}-\alpha _{1})=2\alpha }.

### IV. eset
A kerületi szög érintő szárú, a középponti szög kisebb az egyenesszögnél.
Legyen az ábra szerint {\displaystyle AB} szakasz felezőpontja {\displaystyle F}. Ekkor, lévén {\displaystyle ABO} háromszög egyenlő szárú, {\displaystyle OF} szakasz két egyenlő szögre osztja {\displaystyle \omega }-t (az ábrán {\displaystyle \omega _{1}=\omega _{2}={\frac {\omega }{2}}}).
Mivel {\displaystyle \alpha } és {\displaystyle \omega _{1}} merőleges szárú szögek, egyenlő nagyságúak, ezért {\displaystyle \omega =2\alpha }.

### V. eset
A kerületi szög érintő szárú, a középponti szög éppen egyenesszög.

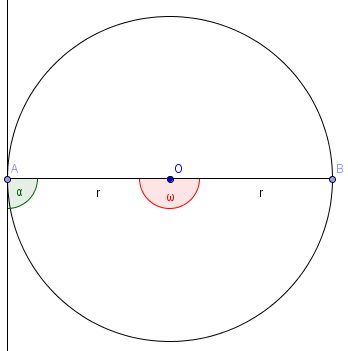
V. eset

Ebben az esetben a kérdéses ívhez tartozó húr éppen a kör átmérője. Mivel az érintési pontba húzott sugár (és így az ezt tartalmazó átmérő is) merőleges az érintőre, {\displaystyle \alpha } derékszög, ezért nyilvánvalóan {\displaystyle \omega =2\alpha }.

### VI. eset
A kerületi szög érintő szárú, a középponti szög nagyobb az egyenesszögnél.

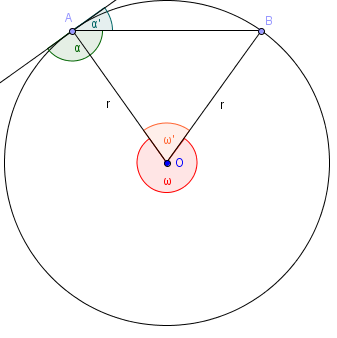
VI. eset

Legyen a kisebb {\displaystyle AOB\angle } jelölése {\displaystyle \omega '}, amely biztosan kisebb az egyenesszögnél, és nagysága {\displaystyle 360}°{\displaystyle -\omega }. Az ehhez a szöghöz tartozó érintő szárú kerületi szög az ábrán {\displaystyle \alpha '}-vel jelölt szög, {\displaystyle \alpha } kiegészítő szöge; nagysága {\displaystyle 180}°{\displaystyle -\alpha }. A IV. esetben belátottak miatt
{\displaystyle \omega '=2\alpha '}, vagyis
{\displaystyle 360}°{\displaystyle -\omega =360}°{\displaystyle -2\alpha }, azaz
{\displaystyle \omega =2\alpha }.
Ezzel a tételt beláttuk. Q.E.D.